# 1020年
| 千纪： | 2千纪 |
| 世纪： | 10世纪 \| 11世纪 \| 12世纪                                                                                 |
| 年代： | 990年代 \| 1000年代 \| 1010年代 \| 1020年代 \| 1030年代 \| 1040年代 \| 1050年代                            |
| 年份： | 1015年 \| 1016年 \| 1017年 \| 1018年 \| 1019年 \| 1020年 \| 1021年 \| 1022年 \| 1023年 \| 1024年 \| 1025年 |
| 纪年： | 庚申年（猴年）；契丹開泰九年；北宋天禧四年；大理明启十一年；越南順天十一年；日本寬仁四年                   |

## 大事记
- 宋真宗病重，政事由劉皇后代理。
- 高麗顯宗遣使向遼國稱臣。

## 出生
- 张载，北宋理学家（逝世1077年，57岁）
- 苏颂，北宋学者（逝世1101年，81岁）

## 逝世
- 姚鉉，北宋文學家（967年出生）